# 4e régiment de commandement et de soutien
Le 4e régiment de commandement et de soutien est une unité de commandement française.

## Les chefs du4eRCS
LCL Frecaut 1977 - 1979
LCL De Longeaux 1979 - 1981
LCL Nabec 1981 - 1983
LCL Pillon 1983 - 1985

## Drapeau
Nom des  Batailles inscrites sur les plis de son Drapeaux:
- Friedland 1807
- TORGAU 1813
- CONSTANTINE 1836-1837

## Historique
A sa création, le 4e Régiment de Commandement et de Soutien était implanté sur 2 garnisons :
- Nancy avec l'Escadron de Commandement et de Quartier Général, la compagnie de Transmissions, l'escadron de Circulation
- Lunéville avec le groupement d'Instruction (qui rejoindra Nancy un peu plus tard), l'Escadron de Transport et le Groupement de Réparation de Division Blindée

## Missions
Soutien de l'état-major de la 4e division blindée.